# Voerweg (Nijmegen)
De Voerweg is een straat in de Benedenstad van de Nederlandse stad Nijmegen. De Voerweg begint op een kruispunt bij de Hoogstraat (iets ten noorden van Kelfkensbos) en loopt daarna in noordelijke richting tot aan de Ubbergseweg.  
De Voerweg loopt grotendeels door het huidige Valkhofpark. 

## Naam
Hoewel de naam Voerweg voor zover bekend pas voor het eerst wordt vermeld in 1812, bestond de straat zelf zeker al in de 15e eeuw.

## Traject
De Voerweg overbrugt een hoogteverschil van 16 meter. De weg liep oorspronkelijk vanaf de stadswallen op het Valkhofplein tot aan de Hunnerpoort, in noordoostelijke richting. De weg liep ook langs de heuvel waar de Belvédère staat. Na de afbraak van de stadswallen is de Voerweg verlegd richting de Waalkade. De Voerweg stond eerder met de Waalkade in verbinding via de Rozemarijngas of Rozemaryngas.

## Geschiedenis
De straat loopt dwars door een dal heen dat moet zijn gegraven, teneinde het transport van goederen vanaf de Waaloever naar het centrum van de stad te vergemakkelijken. Tegelijk met het graven van het dal legde men de Voerweg aan. Voordien hadden het huidige Valkhof en Kelfkensbos één plateau gevormd.
De Voerweg was onder meer berucht omdat er veel armoede heerste. Vanaf 1639 was er ook een pesthuis gevestigd.
Terwijl de rest van Nijmegen (met name de Bovenstad) zich vanaf de tweede helft van de 19e eeuw economisch steeds verder ontwikkelde en uitbreidde, is de vroegere bebouwing aan de Voerweg sindsdien juist vrijwel helemaal verdwenen. Omstreeks 1895 werden de laatste overgebleven krotwoningen die hier nog stonden gesloopt. Ook de aangrenzende Rozemarijngas, een straat waar bordelen gevestigd waren, verdween. 
Tot en met het einde van de Tweede Wereldoorlog stond er aan de Voerweg nog een rijtje huizen, evenals een losstaande woning aan de voet van de Belvédère. Deze huizen zijn allemaal verwoest of kort na de oorlog afgebroken. 
De Voerweg is hierdoor nu bijna helemaal onbebouwd. Er zijn tegenwoordig drie adressen. Er staat nog een woning die dateert van rond het jaar 1000.